# Carrboro
Carrboro és una població dels Estats Units a l'estat de Carolina del Nord. Segons el cens del 2008 tenia 18.162 habitants.

## Demografia
Segons el cens del 2000, Carrboro tenia 16.782 habitants, 7.570 habitatges i 3.126 famílies. La densitat de població era de 1.449,6 habitants per km².
Dels 7.570 habitatges en un 23% hi vivien nens de menys de 18 anys, en un 29,3% hi vivien parelles casades, en un 8,5% dones solteres, i en un 58,7% no eren unitats familiars. En el 37,1% dels habitatges hi vivien persones soles el 4,5% de les quals corresponia a persones de 65 anys o més que vivien soles. El nombre mitjà de persones vivint en cada habitatge era de 2,2 i el nombre mitjà de persones que vivien en cada família era de 3,01.
Per edats la població es repartia de la següent manera: un 19% tenia menys de 18 anys, un 21,4% entre 18 i 24, un 40,3% entre 25 i 44, un 14,2% de 45 a 60 i un 5,1% 65 anys o més.
L'edat mediana era de 28 anys. Per cada 100 dones de 18 o més anys hi havia 92,4 homes.
La renda mediana per habitatge era de 33.527 $ i la renda mediana per família de 47.330 $. Els homes tenien una renda mediana de 30.099 $ mentre que les dones 31.090 $. La renda per capita de la població era de 21.429 $. Entorn de l'11% de les famílies i el 19% de la població estaven per davall del llindar de pobresa.

## Poblacions més properes
El següent diagrama mostra les poblacions més properes.